# Forêt de Tronçais
Het Forêt de Tronçais is een bosgebied in het Franse departement Allier.
Het bos is 10.600 hectare groot en is gelegen op minimaal 205 meter boven de zeespiegel.  De ondergrond bestaat vooral uit oude klei en zandsteen uit het Trias -tijdperk.  De gemiddelde regenhoeveelheid is 800 à 900 mm per jaar. Het hoogste punt is op 360 meter boven de zeespiegel. Het bos omvat verschillende bronnen en  meren met een totale oppervlakte van 130 hectare. Door het bos stromen diverse beken, waarvan er één Sologne heet (niet te verwarren met de waterrijke landstreek Sologne ten zuiden van Blois).

## Geschiedenis en exploitatie
De naam van het gebied komt voor het eerst voor in een document uit de 13e eeuw, afkomstig van de priorij van La Bouteille, bij Le Brethon. Dat is een dorpje aan de zuidwestrand van het Forêt de Tronçais. De naam zou afgeleid zijn van een oud Frans woord tronce, wat wintereik betekent.
In 1327 kwam het bos aan de hertogen van Bourbon, en in 1527 werd het koninklijk en staatsdomein. 
In 1670 liet minister Jean-Baptiste Colbert het bos omvormen tot ruim 10.000 ha met vooral eiken, maar ter afwisseling ook met beuken beplant futaie of forêt (productiebos), wat het in principe tot op de huidige dag is. Ten behoeve van de Franse marine en handelsvloot was veel eikenhout nodig. Ook eiken met dikke, kromme takken werden speciaal geselecteerd en na de velling gebruikt voor gebogen scheepsonderdelen. Uniek was en is dat een vellingsschema met een looptijd van 200 jaar (2300 ha loofhout, voor 95% wintereik) tot 250 jaar, tegenwoordig zelfs 300 jaar (7330 ha loofhout, voor 95% wintereik), wordt gehanteerd. Dat betekende dus dat bomen die geplant waren in bijv. 1672, bedoeld waren om te worden geoogst in 1872 of 1922. Later werd er 570 ha. met een vellingsschema van 100 jaar grove den en zwarte den aan toegevoegd. 
Het bos is sedert 1670 verdeeld in 442 doorlopend genummerde percelen. 
Het bos had in het laatste kwart van de 18e eeuw ernstig te lijden van kap ten behoeve van de productie van houtskool. Een probleem werd na plm. 1840  ook, dat door de toepassing van metaal i.p.v. hout voor de scheepsbouw, een belangrijke afzetmarkt grotendeels verloren ging. In de 19e eeuw werd het bos heringericht en hersteld in de oorspronkelijke opzet. 
Op 26 en 29 december 1999 ging een deel van het bos verloren door twee zeer zware najaarsstormen. 
Nieuwe bomen, die gevelde exemplaren moeten vervangen, worden doorgaans uit zaad (eikels) gewonnen. 
Doordat de bomen langzaam groeien, en hoog en recht uitgroeien, wordt het gewonnen eikenhout beschouwd als van zeer hoge kwaliteit.
De kuipersbedrijven, die houten wijnvaten maken voor de beste  Bordeauxwijnen en cognac, geven meestal de voorkeur aan eikenhout uit het Forêt de Tronçais, o.a. vanwege de specifieke aroma's, die uit dit eikenhout vrijkomen tijdens de rijping van de drank in het vat.

## Biologie
Het landschap vertoont vormen van een coulisselandschap. De meest voorkomende boom is de wintereik (Quercus petraea).  Andere loofbomen, die van belang zijn in dit bos, zijn de beuk, de haagbeuk, de elsbes en de zoete kers. Ook de grove den en zwarte den komt veelvuldig voor.  
Het ree, het edelhert en het wild zwijn komen in het bos  algemeen voor en mogen door vergunninghouders  bejaagd worden.
Veel voorkomende vogels zijn de buizerd, de dwergarend en de havik. Er zijn diverse insectensoorten te vinden, zoals de goudglanzende loopkever en de alpenboktor. Onder de amfibieën, die in het Forêt de Tronçais voorkomen, zijn de geelbuikvuurpad en de kamsalamander.
Het oudste gedeelte van het bos, Futaie de Colbert genaamd, is na 1976 hersteld in de toestand, die het ook in 1670 gehad moet hebben.  Van dit 73 ha. omvattende gebied wordt 13 ha. zoveel mogelijk met rust gelaten; houtexploitatie vindt er niet meer plaats, zodat door het laten staan/ liggen van dode bomen de soortenrijkdom (biodiversiteit) verbeterd wordt.

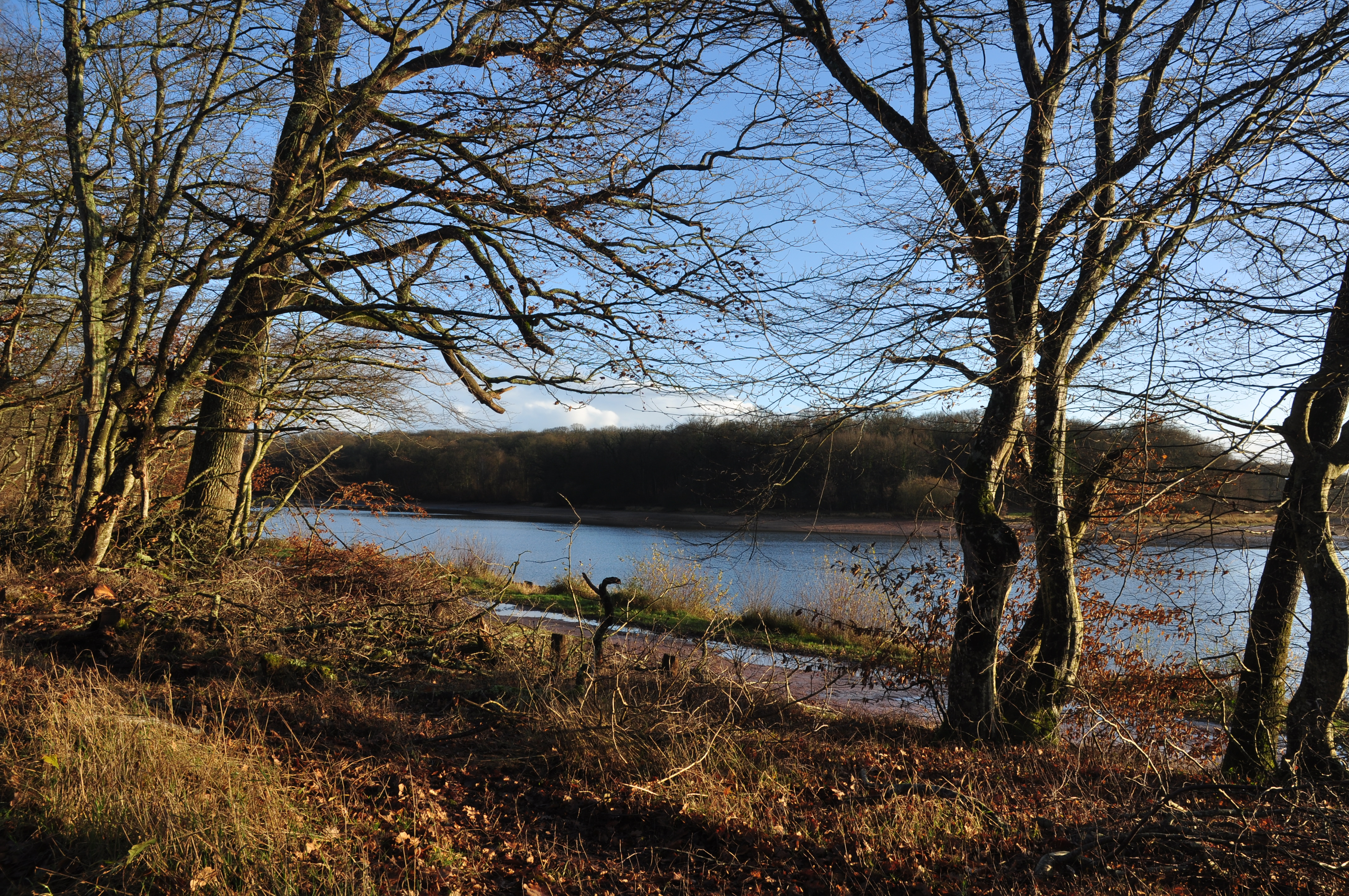
Het Pirotmeer in het Forêt de Tronçais (december 2011)